# Bourofaye Bainounk
Bourofaye Bainounk est un village du Sénégal situé en Basse-Casamance, à proximité de la frontière avec la Guinée-Bissau. Il fait partie de la communauté rurale de Boutoupa-Camaracounda, dans l'arrondissement de Niaguis, le département de Ziguinchor et la région de Ziguinchor.
Lors du dernier recensement (2002), le village comptait 373 habitants et 52 ménages.
Histoire de BOUROFAYE :
Je soussigné Alassane Cissé chef de canton des Baïnounck déclare que Bourofaye est un petit village situé au sud de Ziguinchor sur la route reliant Ziguinchor à Bissao et passant par San Domingo.
           Il a été fondé par un chasseur nommé Karanguéne Kabo venu de Niamone dans le département de Bignona, vers la fin du XIXe siècle et au début du XXe siècle.
           C’est au cours de ses randonnées de chasse que Karaguéne a découvert cette zone magnifique, toute de verdure, couverte de forêt et de palmiers huile, bordée de marécages, La faune y était abondante et variée antilopes, guilles buffles, panthères, phacochères, biches, poissons d’eau donc (Dillures et carpes, reptiles.
           Ce paysage était si charmant que Karaguéne n’avait pu résister à la tentation de s’y installer. C’est ainsi qu’il retourna à Niamone pour sensibiliser parents et amis sur la découverte. Il insista tellement que beaucoup de gens décidèrent d’aller visiter ce pays que l’on décrivait avec tant d’enthousiaste et de couleur.
           Les premiers venus ont été Diomane Coly, Bacobindo, Sifoloé etc. qui acceptent de s’y installer et c’est ainsi que Bourofaye fut créé vers 1890. Au fur et à mesure que le village grandissait, la population s’adonnait à la culture du riz, à l’exploitation du palmier à huile (vin de palme) à la pêche, à la chasse, aux échanges (TROC) de marchandises Tabac, tissus les voisins de Bissao. Il s’y ajoute qu’après la première guerre mondiale, le commerce du caoutchouc se développait et permit à l’administration coloniale d’exercer son emprise dans la province par la nomination du chef de canton en la personne d’Alphouseyni père de Alassane Cissé.
           Le chef de Canton contrôlait les villages Djifanghor, Guidel, Boutoupa, Baraka Binao, Bourofaye, Kénia, et Djibélor, jusqu’en 1926 année où son fils Alassane Cissé de retour du service militaire le remplaça. En cette période de changement de chef de Canton, Bourofaye portait déjà ses trente ou quarante ans d’existence. C’est ainsi que le Canton s’étendait d’Est en Ouest et au Sud à L’Est jusqu’à Niaguis, au Sud jusqu’à Diégui à la frontière de Guinée Bissao, à l’Ouest de la rivière de Bayotes, jusqu’à Djibélor.
           Le seul village voisin immédiat de Bourofaye à partir de Ziguinchor c’est Bafikan au sud de Kénia. Les voisins des Baïnounck de Bourofaye étaient les Mancagnes de Kénia, et de Bafikan. Les Diolas de Bourofaye ne sont installés dans ce quartier qu’après la deuxième guerre mondiale, sous le commandement de Alassane Cissé. Apres Karaguéne Kabo, son fils Mamadou Kabo le remplaça comme chef de village et c’est lui qui avait confié le contrôle au quartier que l’on appelle aujourd’hui « Bourofaye Diola » pour le différencier de Bourofaye Baïnounck à Mamadou Ambouleuti qui n’était autre que son beau-frère Mamadou Kabo ayant épousé la sœur de Ambouleuti. Ce quartier est habité par les Diolas venus du Bandial (Ouest de Ziguinchor vers Nyassia). L’accueil du village de Mpack a été créé par Karanguéne qui y avait installé un éleveur nommé Yaya Bodian venu du Boulouf (Diéguoune) c’est à partir de 1938 qu’Alassane Cissé créa Toubacouta à l’Ouest de Bourofaye peuplé de Diola Fogny.
           Les cornées de désherbage et d’élevage d’arbres le long de la route de Guinée Bissao partaient de Mback et prenaient 7 km à Bafikan. Il n’y avait aucune limite (frontière) matérielle entre Bourofaye et Bafikan, sinon que là.
           Alassane Cissé a donc administré ce Canton de 1926 à 1960 année d’indépendance de notre pays le Sénégal, sans qu’il y eût décomplit de terre ou de rizière entre Bourofaye et le quartier des Diolas (qu’on appelle Bourofaye Diola).
           Avec l’entrée en vigueur de la réforme administrative, territoriale et locale de 1972 un chef d’arrondissement se substitua au chef de Canton.
           1976, il y a eu une tentative de création de limite (frontière) territoriale entre Bourofaye Diola et Bourofaye Baïnounck avec la complicité du chef d’arrondissement de Niaguis qui était Diola à cette époque. Mais le village de Bourofaye Baïnounck était opposé farouchement pour la raison bien simple que ne peut créer de limite à ses propres terres.
Auteur: AMADOU SYLLA